# International House of Prayer
La Maison Internationale de la Prière (en anglais International House of Prayer) est une église néo-charismatique non confessionnelle, basée à Kansas City, Missouri, aux États-Unis.

## Histoire

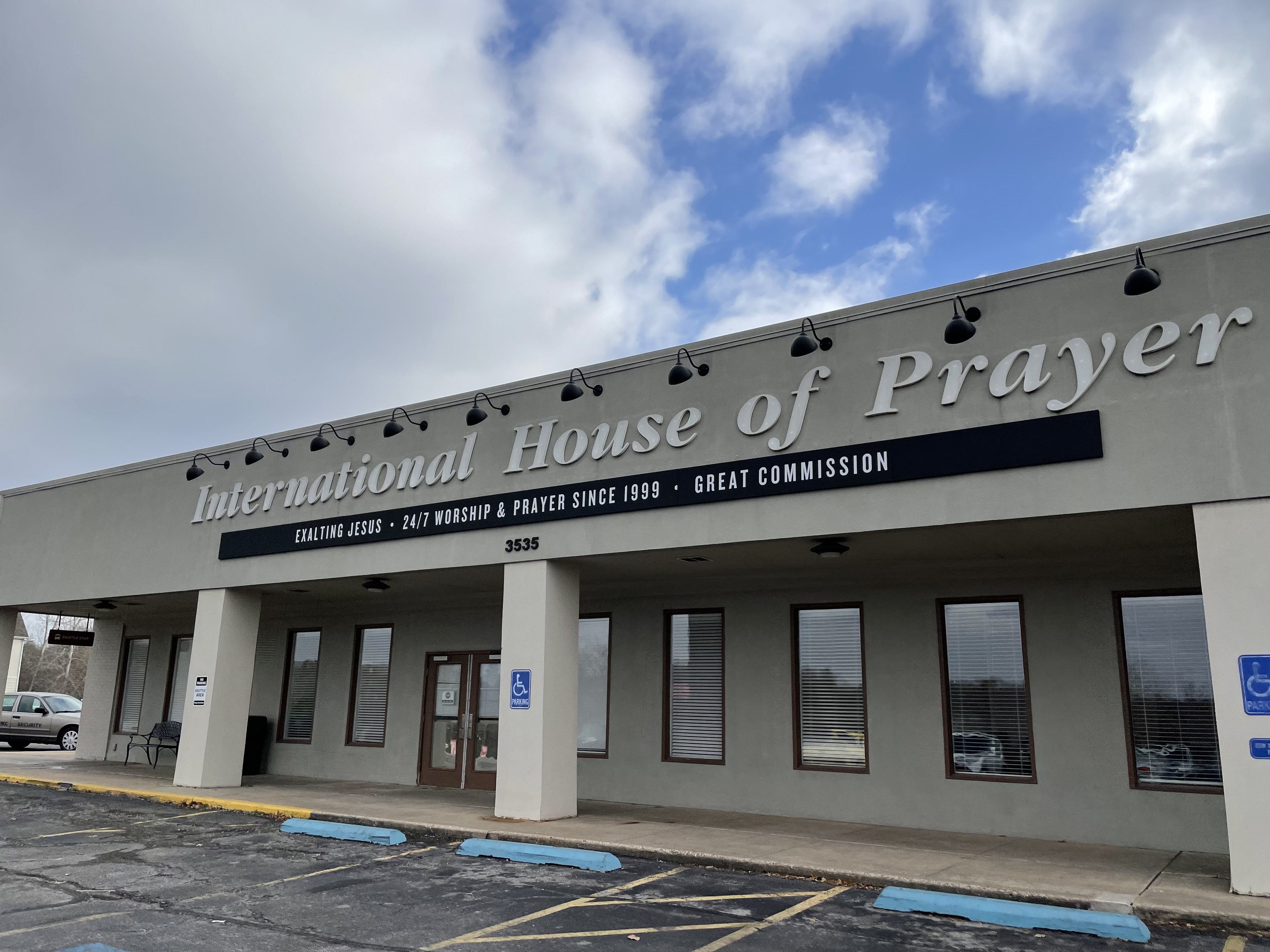
International House of Prayer à Kansas City dans le Missouri.

Au printemps 1983, une église de Kansas City tenue par le pasteur Mike Bickle tient une réunion de prière et de jeune pendant 21 jours.
Le 19 septembre 1999, l'Église est officiellement fondée à Kansas City par le pasteur Mike Bickle.
En 2008, la Maison Internationale de la Prière de Kansas City déclare avoir 400 employés, 700 étudiants et des centaines d'internes engagés dans la prière, le jeune et la quête passionnée de Dieu.

## Critiques
En 1993, l'IHOP une résurgence du mouvement des "Kansas City Prophets" ou KCP a été critiqué par le pasteur Ernie Gruen pour de présumés scandales moraux sur des dirigeants du mouvement. Une déclaration publiée la même année par la direction d'International House of Prayer annonce la fin du conflit entre Gruen et le mouvement.
En 2010, l'International House of Prayer est l'un des sept accusés poursuivis par la chaîne de restaurants IHOP (en) basée à Glendale, en Californie, pour contrefaçon de marque, en raison de l’usage des mêmes initiales. L'affaire a toutefois été abandonnée la même année.

## Controverses

### Antihomosexualité
Le film documentaire God Loves Uganda (en) sorti en 2013 suggère que les évangéliques nord-américains, dont particulièrement l'église House of Prayer auraient fortement influencé la création de la loi antihomosexualité en Ouganda.

### Covid19
En mars 2020, Mike Bickle déclare que l'épidémie de Covid19 est un plan du diable pour mettre un frein au « christianisme des stades ».

## Abus sexuels
En octobre 2023, Mike Bickle est interdit de service dans l'église en raison d'allégations d'agressions sexuelles de la part de plusieurs femmes sur plusieurs années.
En décembre 2023, il est démis de ses fonctions par l’église en raison de nouvelles allégations confirmant des abus. À cette occasion, le directeur exécutif, Stuart Greaves, démissionne également.
Début janvier 2024, David Sliker, le chef exécutif de l'IHOP, démissionne à la suite des critiques sur sa gestion de l'affaire Bickle.
En février 2025, Tikkun Global, un groupe juif messianique associé à Firefly Independent Sexual Abuse Investigations pour l'enquête sur les allégations contre Bickle, a publié un rapport indiquant que 17 personnes se sont manifestées en déclarant avoir été victimes d'abus sexuels ou avoir subi des abus sexuels (notamment des abus spirituels et des viols) de la part de Bickle depuis le milieu des années 1970 ; certaines des victimes étant mineures au moment des faits en question .